# Episodi di In aller Freundschaft (settima stagione)
La settima stagione della serie televisiva In aller Freundschaft è stata trasmessa in anteprima in Germania da Das Erste tra il 6 gennaio 2004 e il 14 dicembre 2004.
| nº | Titolo originale             | Prima TV Germania |
| -- | ---------------------------- | ----------------- |
| 1  | Männerkrisen                 | 6 gennaio 2004    |
| 2  | Um jeden Preis               | 13 gennaio 2004   |
| 3  | Unverhofft kommt oft         | 20 gennaio 2004   |
| 4  | Blick nach vorn              | 27 gennaio 2004   |
| 5  | Annäherung                   | 10 febbraio 2004  |
| 6  | Stolpersteine                | 17 febbraio 2004  |
| 7  | Sarahs Mutter                | 24 febbraio 2004  |
| 8  | Eine Herzensangelegenheit    | 2 marzo 2004      |
| 9  | Amors Pfeil                  | 9 marzo 2004      |
| 10 | Außer Rand und Band          | 16 marzo 2004     |
| 11 | Abgerechnet wird am Schluss  | 23 marzo 2004     |
| 12 | Abschiedsblicke              | 30 marzo 2004     |
| 13 | Masken                       | 6 aprile 2004     |
| 14 | Blutsbande                   | 13 aprile 2004    |
| 15 | Scham                        | 20 aprile 2004    |
| 16 | Auf dem Sprung               | 27 aprile 2004    |
| 17 | Wahl der Waffen              | 4 maggio 2004     |
| 18 | Vergesslichkeiten            | 11 maggio 2004    |
| 19 | Ein neuer Anfang             | 18 maggio 2004    |
| 20 | Lass uns Freunde bleiben     | 25 maggio 2004    |
| 21 | Die Reifeprüfung             | 1º giugno 2004    |
| 22 | Platzhirsche                 | 8 giugno 2004     |
| 23 | Die verlorene Tochter        | 15 giugno 2004    |
| 24 | Familienprobleme             | 29 giugno 2004    |
| 25 | Am Ende des Tunnels          | 6 luglio 2004     |
| 26 | Ein Mann fürs Leben          | 13 luglio 2004    |
| 27 | Junges Glück                 | 20 luglio 2004    |
| 28 | Zerrissene Seelen            | 7 settembre 2004  |
| 29 | Seite an Seite               | 14 settembre 2004 |
| 30 | Drei sind einer zu viel      | 21 settembre 2004 |
| 31 | Nichts geht mehr?            | 28 settembre 2004 |
| 32 | Wer den Schaden hat ...      | 5 ottobre 2004    |
| 33 | Teufelskreis                 | 12 ottobre 2004   |
| 34 | Amnesie                      | 19 ottobre 2004   |
| 35 | Liebe geht durch den Magen   | 26 ottobre 2004   |
| 36 | Das Schattenkind             | 2 novembre 2004   |
| 37 | Die Kraft der Liebe          | 9 novembre 2004   |
| 38 | Recht auf Leben              | 16 novembre 2004  |
| 39 | Liebeslügen                  | 23 novembre 2004  |
| 40 | Herzenswunsch                | 30 novembre 2004  |
| 41 | Anna und der Wolf            | 7 dicembre 2004   |
| 42 | Wunderbare Weihnacht überall | 14 dicembre 2004  |